# Shahnaz Munni

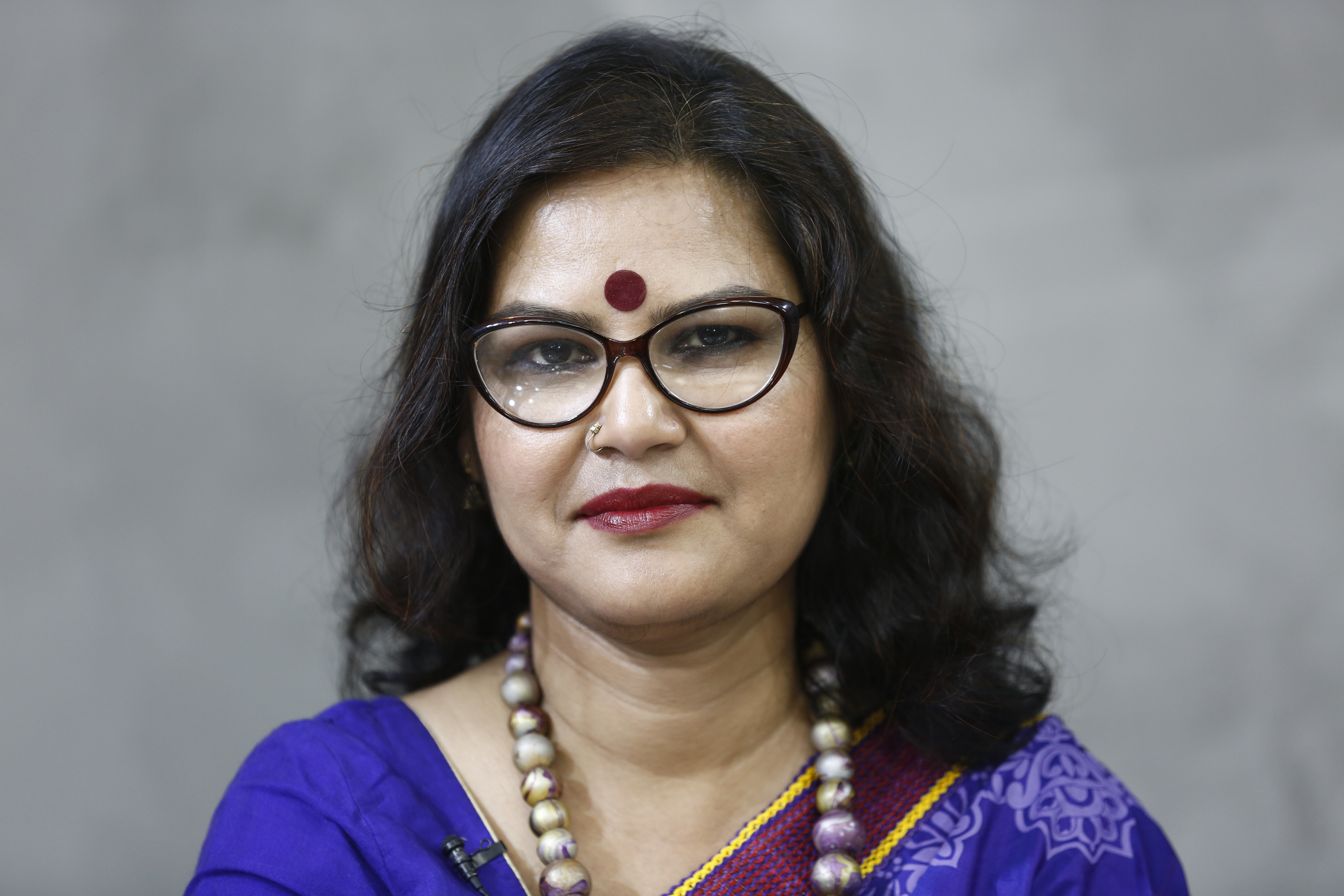
Shahnaz Munni, 2018

Shahnaz Munni (bengalisch শাহনাজ মুন্নী, geboren 8. Februar 1969 in Dhaka) ist eine Journalistin und Autorin aus Bangladesch, die auf Bengalisch schreibt – einer Sprache, die von mehr als 200 Millionen Menschen gesprochen wird.

## Leben und Werk
Shahnaz Munni studierte Sozialwissenschaften an der Universität von Dhaka. Sie verfasste Gedichte, Geschichten, Jugenderzählungen und Essays. Von ihr erschienen mehr als zwanzig Bücher. Ihr literarisches Debüt lieferte sie 1997 mit einem Kurzgeschichtenband unter dem Titel Jiner Konnaya (The Spirit's Daughter). In Deutschland wurden ihre Gedichte vor allem im Rahmen des Übersetzungsprojektes Versschmuggel des Goethe-Institutes bekannt. Ihre Gedichte wurden in diesem Rahmen bei einem Workshop über den Umweg von Interlinearübersetzungen von Hendrik Jackson ins Deutsche übertragen. An dem Workshop nahm als weiterer Teilnehmer aus Bangladesch der Lyriker Sajjad Sharif teil.
Als Fernsehjournalistin war Shahnaz Munni zunächst für Ekushey Television tätig. 2003 wechselte sie zu ATN Bangla, wo sie als Seniorreporterin tätig war. Seit Januar 2016 arbeitet sie als leitende Nachrichtenredakteurin für News 24, einen Sender der Bashundhara Group.
Shahnaz Munni ist wegen ihres Engagements für Gesundheitsthemen, Frauen und Kinder bekannt. Im September 2006 nahm sie an einem Poesiefest von UNICEF in Dhaka teil, bei dem führende Lyriker und Lyrikerinnen des Landes eingeladen waren, selbstverfasste Gedichte vorzutragen. Das Festival war der Unterstützung der Kinderrechte gewidmet. 2009 gewann sie mit einer Reportage über klebstoffschnüffelnde Kinder den zweiten Preis bei den Meena Media Awards. 2011 zählte sie zu den Preisträgerinnen des Family Planning Media Awards. 2013 war sie als Botschafterin für das Gesundheitsprojekt Maternal and Child Health Integrated Program (MCHIP) tätig und besuchte verschiedene örtliche Initiativen für sichere Mutterschaft und Neugeborenenfürsorge. 2015 war Shahnaz Munni als Jurorin für den BRAC Media Award des Bangladesh Rural Advancement Committees zum Thema Tuberkulose aktiv.